# Netzflockiger Rosa-Täubling
Der Netzflockige Rosa-Täubling (Russula aurora Syn.: Russula rosea (non ss. Pers.) und Russula velutipes Velen.) ist ein essbarer Pilz aus der Familie der Täublingsverwandten. Er ist ein mild schmeckender, mittelgroßer Täubling, mit einem oft zart morgenrotfarbenem Hut. Die Stielspitze ist typischerweise netzflockig bepudert. Ein weiteres wichtiges Merkmal ist die Sulfovanillinreaktion des Fleisches, das sich dabei eosinrot verfärbt. Der Täubling hat eine ganze Reihe verschiedener Namen: Er wird auch Rosa Täubling, Großer Rosa Täubling oder Morgenrottäubling genannt.

## Merkmale

### Makroskopische Merkmale
Der Hut ist 5–10, bisweilen bis zu 12 cm breit, leicht niedergedrückt mit einwärts gebogenem Rand. Die Farbe ist am Rand zartrosa. Zur Mitte hin blasst sie mehr oder weniger creme-ocker aus, dazwischen ist sie lachsrosa. Die Huthaut hat oft blasse bis gelbliche, breite Flecken. Sie ist glanzlos oder matt und nur am Rand abziehbar. Der Rand bleibt lange glatt.
Die Lamellen sind weich (manchmal fast breiig), stumpf, mehr oder weniger queradrig verbunden oder gegabelt. Sie sind weißlich bis cremefarben und haben manchmal einen irreführenden gelblichen Schimmer.
Der meist rein weiße Stiel ist bis zu 12(15) cm hoch und 2–3 cm dick, teilweise noch dicker. Nur selten ist er rosa angehaucht. Er ist keulig und am Hutansatz oft erweitert, typischerweise ist er dort netzflockig bepudert. An der Basis ist der Stiel glatter oder aderig und kann bisweilen auch leicht bräunen. Er ist nicht so fest wie der Stiel des Harten Zinnober-Täublings, sondern ist schnell wattig ausgestopft und ziemlich zerbrechlich.
Auch das weiße Fleisch ist zerbrechlich und schmeckt mild (nur jung kann es manchmal ganz schwach bitter schmecken, es schmeckt aber nie nach Bleistiftholz.) Der Geruch ist unbedeutend, eventuell kann der Täubling leicht fruchtig riechen. Das Sporenpulver ist weißlich, es kann beim Trocknen aber stark gilben.
Das Fleisch verfärbt sich mit Guajak nur langsam blau-grünlich. Eisensulfat bewirkt eine schmutzige, oft nicht eindeutige Verfärbung. Mit Sulfovanillin färbt sich das Fleisch lebhaft rosa, mitunter fällt die Reaktion auch schwach aus (mit Trockenmaterial erhält man bessere Resultate).

### Mikroskopische Merkmale
Die Sporen sind 6–8 µm lang, 5–6,5 µm breit und mit niedrigen, strichförmig verbundenen Warzen besetzt. Die Basidien sind 42–46 µm lang und 7–8 µm breit, mit vier Sterigmen. In der Huthaut (Epicutis) kommen 4–6 µm breite Primordialhyphen und geschlängelte Wimpernhaare vor. Pileozystiden fehlen oder können nicht nachgewiesen werden.

## Ökologie
Wie alle Täublinge ist der Netzflockige Rosa-Täubling ein Mykorrhizapilz, der meist mit Laub-, seltener auch mit Nadelbäumen vergesellschaftet sein kann. In Mitteleuropa ist die Rotbuche sein bevorzugter Symbiosepartner. Daneben können Fichten, Eichen, Hainbuchen und weitere Laubbäume als Wirte dienen.
Am häufigsten findet man den Täubling in stark bis schwach bodensauren Rotbuchen-Mischwäldern, wie in Hainsimsen-Rotbuchenwäldern, Waldmeister-Buchenwäldern und seltener in Labkraut-Tannenwäldern. Man kann ihn aber auch ebenso in entsprechenden Hainbuchen-Eichenwäldern oder bodensauren Eichenmischwäldern finden. Darüber hinaus findet sich die Art gelegentlich in Fichtenwäldern und in den entsprechenden Fichtenforsten, gelegentlich auch in Parkanlagen.
Der Netzflockige Rosa-Täubling mag lockere, sandige und nur wenig verdichtete, basen- und nährstoffarme, frische bis feuchte, moosige, sauerhumose Böden. Er toleriert Sandboden, Silikatsande, Braunerde, Podsol und auch Mergel- und Kalkgesteinböden, wenn sie nur stark genug abgesauert sind.
Die Fruchtkörper erscheinen gewöhnlich von Ende Juli bis Mitte Oktober. Der Pilz bevorzugt dabei das Hügel- bis mittlere Bergland. Seltener findet man ihn auch im Flach- oder höherem Bergland.

## Verbreitung

Europäische Länder mit Fundnachweisen des Netzflockigen Rosa-Täublings.
Legende:
Länder mit Fundmeldungen
Länder ohne Nachweise
keine Daten
außereuropäische Länder

Der Netzflockige Täubling ist eine holarktische Art, die nahezu auf der ganzen nördlichen Erdhalbkugel zu finden ist. Sie kommt in Nordasien (Russland-Fernost, Japan), Nordafrika (Marokko) und Europa vor. Das Verbreitungsgebiet überspannt dabei fast drei Klimazonen und reicht von der meridionalen Zone, mit Mittelmeerklima, bis zur subborealen Zone im Norden.
In Deutschland ist der Täubling zumindest gebietsweise häufig, in reinen Kalkgebieten ist er seltener.

## Systematik

### Infragenerische Systematik
Der Netzflockige Rosa-Täubling wird in die Subsektion Roseinae innerhalb der Sektion Lilaceae (Incrustatae) gestellt. Die Subsektion enthält meist große oder mittelgroße Arten, mit roten, rosa oder weißlichen Hüten, die oft bereift sind. Der Stiel ist weiß oder rosa überhaucht und färbt sich mit Sulfovanillin oder Sulfobenzaldehyd rötlich. Das Sporenpulver ist weißlich oder gelb. Der Geschmack ist mild, mitunter aber auch bitter.
Nahe verwandt ist der sehr seltene Kleine Zinnober-Täubling (Russula emeticicolor) und der ebenfalls seltene Kleine Rosa-Täubling (Russula minutula).

### Unterarten und Varietäten
Folgende Varietäten des Netzstieligen Rosa-Täublings wurden beschrieben.
| Varietät                        | Autor   | Beschreibung |
| ------------------------------- | ------- | --- |
| Russula aurora f. cretacea      | Zv.     | Albino-Form mit rein weißem Hut, meist unter Buchen |
| Russula aurora f. pulposa       | Romagn. | Die Lamellen stehen entfernt und sind weich oder „breiig“. Der Hut ist bis zu 9(11) cm breit, fast wie beim Aurora-Typus. Er ist schnell niedergedrückt, lebhaft rosarot und nahe der Mitte gelblich marmoriert. Mit kleineren Sporen und vielen mehr isoliert stehenden Warzen. Unter Hainbuchen. |
| Russula aurora var. heteroderma | Romagn. | Die Lamellen sind normal dicht stehend, aber die Huthaut ist glänzend und von der Farbe wie R. emetica bis R. velenovskyi. Die Hutmitte ist fast kupferfarben, der Rand ist manchmal mehr karminrot gefärbt. Der Hut ist bis zu 5, in Ausnahmefällen 7 cm breit und der Stiel 6(7) × 1–1,5(2) cm. Er ist relativ fest, weiß oder fast gräulich geädert und an der Stielspitze nicht oder nur leicht mehlflockig. Das Fleisch ist weißlich, kann aber auch fast gelblich werden. Der Geruch ist schwach und ähnlich wie bei R. emetica oder riecht leicht nach Honig. Die Sporen sind 7–8(8,5) × 5–6,5 µm breit und lang, feingratig mit einigen dornigen Warzen. Diese sind manchmal etwas höher als beim Typ. Die Varietät kommt unter Laubbäumen, oft an feuchten Standorten vor. |

- Der R. Singer zur Unterart  Russula aurora subsp. zvarae  (Velen.) Singer herabgestufte Rubinrote Täubling wird heute wieder unter dem Namen Russula zvarae als eigenständige Art angesehen.

## Bedeutung
Der Netzflockige Rosa-Täubling ist essbar.